# رمسيس الأول
رمسيس الأول هو فرعون مصر مؤسس الأسرة التاسعة عشر، كان رجلاً عسكريا وحكم مصر وسنه كبير خلال السنتين الباقيتان من عمره بين 1291 و1290 قبل الميلاد. خلفه ابنه الملك سيتي الأول ثم حفيده الملك رمسيس الثاني.
وقد ازدهرت البلاد المصرية في عهد هذه الأسرة وتبوأت الصدارة الحضارية والعسكرية بين جيرانها في تلك الفترة. إلا أنها بدأت في التحلل ابتداء من رمسيس الثالث بمؤامرة بالقصر. ونعرف أن أحفاد رمسيس الأول حكموا مصر وكان أخرهم رمسيس الحادي عشر.

## أصوله
تحلى ملك مصر بعدد من الأسماء (في العادة 5 أسماء) تضم اسم الولادة (الشخصي)، واسمه كملك على الوجهين البحري والقبلي، والاسم المنتسب للإله حورس (الصقر) الحاكم على الأرض، واسم التتويج الذي يعبر عن علاقة الملك بالآلهة، وغيرها. وفي التالي نقدم تلك الأسماء الخاصة بالملك رمسيس الأول وعلاقته بالآلهة آمون ورع ومعاتوحورس.وفي العرض التالي تُقرأ الحروف من اليسار إلى اليمين، بعكس ما كان يكتب الكاتب المصري القديم، فقد كان يكتب عادة من اليمين إلى اليسار.

## عهده
كان رمسيس الأول نائبا على الجيش في فترة حكم الملك حورمحب وكان يدعى بارعمسو  حيث لم يكن له أصول ملكيه. ولكنه كان من أسرة عسكرية عريقة، وكان متقدم في السن وعندما أصبح ملكا فكان قد وصل الخمسين من عمره. اتخذ لنفسه اسم رعمسيس  أي وليد رع.
ترك الملك حور محب الأمور العسكرية لرفيقه رمسيس، وقام هو بالتركيز على الشئون الداخلية في البلاد. وعندما اعتلى رمسيس عرش فرعون مصر، تحول انتباهه إلى مدينة تانيس التي أصبحت المقر الصيفى له ولخليفتة ابنه الملك سيتي الأول، وعمل على إعادة تثبيت الديانة القديمة وعبادة آمون بعد انهيار الثورة الدينية التي كان اخناتون قد أدخلها قبل عهد توت عنخ أمون والملك حور محب من بعده. احدثت الثورة الدينية لأخناتون وتركيزه على عبادة آتون (أي الشمس) واتخاذه لها كإله التوحيد وألغى ديانة آمون والآلهة الأخرى. تسبب إملاء تلك الديانة الجديدة والانفراد بعبادة أتون إلى تذمر كهنة أمون الذين كانوا أصحاب سلطة عظيمة وممتلكات معابد آمون في البلاد. لهذا حاولوا قلب نظام الحكم بعد وفاة أخناتون. وخلفه الملك توت عنخ أتون  وكان لا يزال صغيرا ولم يستطع توت عنخ أتون مقاومة الكهنة المتذمرين، وفي نفس الوقت لم تكن عبادة آتون قد استتبت بعد بين طوائف الشعب، فغير توت عنخ أتون اسمه إلى توت عنخ أمون وعمل هو وقائد جيشه آنذاك حور محب على إرضاء كهنة آمون واسترجاع سلطة الديانة القديمة. وعندما تبوأ رمسيس الأول عرش فرعون عمل هو الآخر على تثبيت ديانة آمون والقضاء على ديانة آتون لحفظ البلاد من الثورة الجارية فيها. حكم رمسيس الأول لمدة عامين فقط، وذلك بسبب تقدمه في العمر وقت اعتلائه العرش.

## آثاره
بدأ رمسيس الأول في بناء قاعة الأساطين الكبرى (بهو الأعمدة) في الكرنك التي أكملها ابنه سيتي الأول، ولقصر فترة حكمه لم يتمكن رمسيس الأول من ترك آثار هامة في مصر. في نفس الوقت أمر ببناء مقبرة له (رقم 16) في وادي الملوك إلا أنه توفي قبل إنجازها، ولذلك تم دفن مومياه في أحد الغرف الأمامية من مقبرته. وقد عثر في مقبرته على مخطوط يسمى كتاب الأبواب  أحد أجزاء كتاب الموتي، وهذا المخطوط له أهميته حيث يعطينا فكرة عن المعتقدات المصرية القديمة. توجد بعض الآثار القليلة للملك رمسيس الأول في منف وهليوبليس، وكذلك في معبد إبنه سيتي الأول في أبيدوس.

## مقبرته

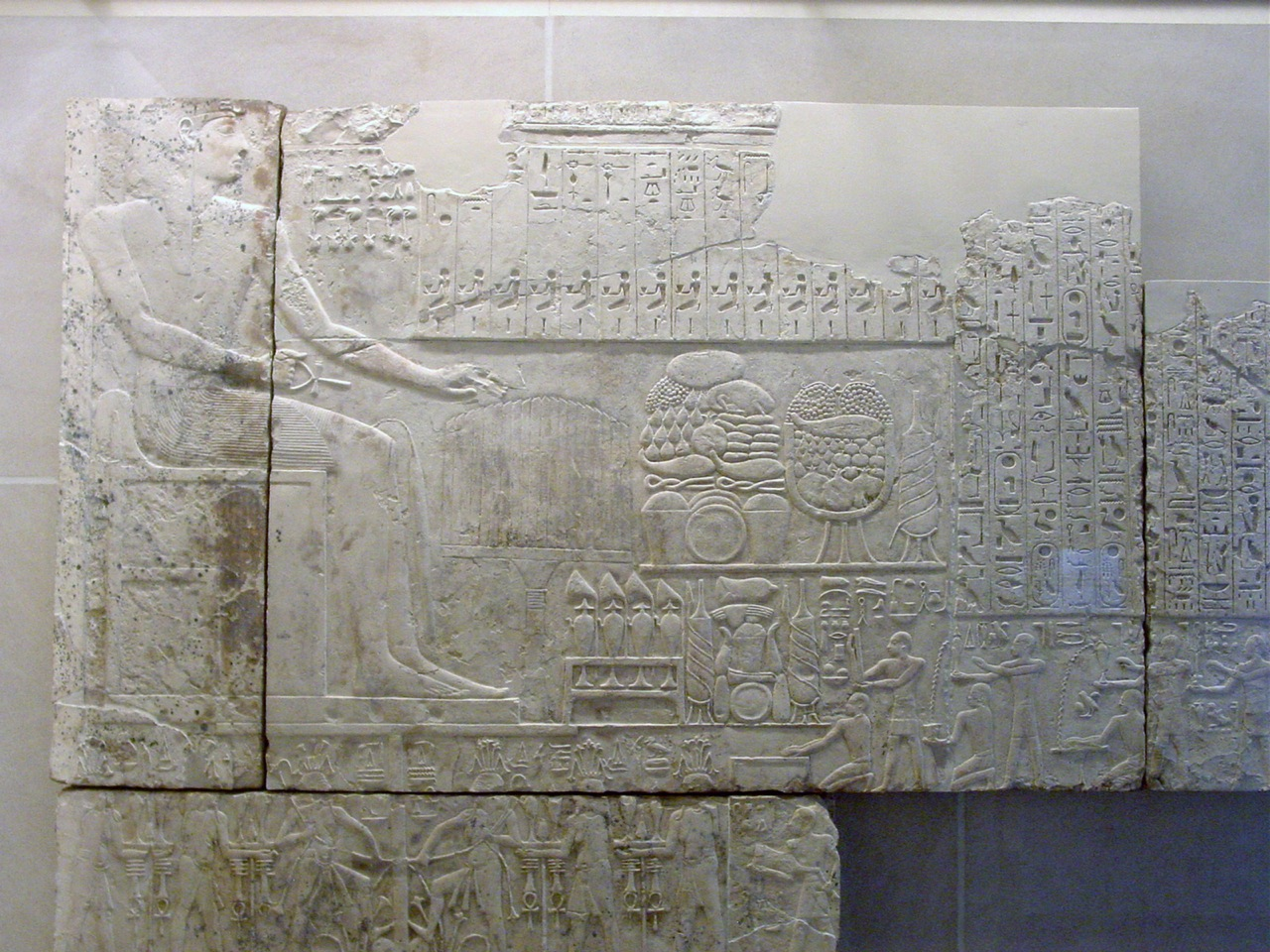
لوحة لرمسيس الأول على جدار زاوية في المعبد الذي بناه ابنه الملك سيتي الأول في أبيدوس تخليدا لذكرى أبيه.

دفن رمسيس الأول في المقبرة رقم 16 بوادي الملوك واكتشفها جوفاني باتيستا بلزوني وتتكون من ممر دخول قصير وحجرة الدفن التي تحتوى على تابوت الملك، وهي مزينة برسومات لرمسيس الأول مع عدد من الآلهة. ويظهر من تزيينها انه تم الأنتهاء منها بسرعة وبتعجل حيث تُصور رمسيس الأول في حضرة الآلهة أوزوريس وبتاح وأنوبيس، وهي مكونة من حجرة دفن واحدة شبه مربعة، وبداخلها تابوت من الجرانيت وُجد مفتوحا، وما وُجد من محتويات المقبرة توجد الآن في المتحف البريطاني.
وقد تمت سرقة مومياء رمسيس الأول بواسطة عائلة عبد الرسول وقاموا ببيعها إلى تاجر آثار يدعى مصطفى أغا بسبعة جنيهات وتم تهريبها إلى أمريكا الشمالية بواسطة الدكتور جيمس دوجلاس عام 1860م. ووضعت بعد ذلك في متحف نياجرا فولز بكندا. وقد ظلت المومياء مجهولة الهوية، وعرض متحف نياجرا فولز محتوياته للبيع وقام بشرائها رجل أعمال كندى يدعى ويليام جيميسون عام 1999 م وباع مجموعة الآثار المصرية ومن بينها عدد كبير من المومياوات إلى متحف مايكل كارلوس بمدينة أتلانتا الأمريكية مقابل 2 مليون دولار، وبقيت في المتحف لمدة 4 أعوام. ثم أجريت العديد من الدراسات والفحوص عليها وتم التأكد من أنها مومياء رمسيس الأول. وتم إعادة المومياء إلى مصر في مطلع عام 2003، وتم استقبالها في المتحف المصري باحتفال كبير. ستنقل المومياء إلى متحف مجد طيبة بالأقصر لتنضم إلى مومياء ابنه سيتي الأول وحفيده رمسيس الثاني.
في عام 2021 خضعت المقبرة لأعمال ترميم وتطوير من قبل وزارة السياحة والآثار المصرية، تمهيدًا لإعادة افتتاحها بعد أن أغلقت مدة 12 عامًا.

## وصلات خارجية
- U.S. Museum to Return Ramesses I Mummy to Egypt
- Ramesses I: The search for the Lost Pharaoh